# 櫛田胅之扶
櫛田胅之扶（日语：／ Kushida Tetsunosuke，1935年—），日本作曲家。

## 簡介
櫛田胅之扶畢業於京都教育大學，主修作曲，畢業後開始作曲工作。他的音樂具有日本風格和色調，在日本國內外都贏得了很高評價。他現為大阪音樂學院客座教授，講授日本傳統音樂，亦是京都女子大學講師。
他的作品被東京佼成管樂團和大阪市音樂團收錄在其唱片。

## 主要作品

### 作曲

#### 吹奏樂
- 飛鳥（Asuka）
- 火之傳説
- 雪月花
- 嵯峨野
- 陽炎
- 飛天
- 斑鳩之空（Ikaruga）
- 元禄
- 雷神（Foojin）
- 風雅
- 華音櫻來
- 姫雅舞

##### 全日本吹奏樂大賽課題曲
- 東北民謠拼圖（1981年）
- 雲之拼圖（1994年）

#### 曼陀林琴樂團
- 季節香氣的來來去去
- 琴、三弦、尺八、曼陀林琴的合奏曲

#### 邦樂
- 箏･十七絃･尺八的「白夜」

#### 室内樂
- 華音(打擊樂器合奏)
- 萬葉(薩克斯管四重奏)
- 第一引子與舞曲(打擊樂器合奏)

## 外部連結
- 櫛田てつ之扶オフィシャルブログ「ブラバン音曲草紙」 （页面存档备份，存于） - 公式ブログ